# Dorcas Muthoni
Dorcas Muthoni (née en 1979 à Nyeri) est une entrepreneure et informaticienne kényane. Elle est la fondatrice de la compagnie OPENWORLD LTD, et de AfChix, une organisation visant à former et soutenir les femmes africaines en informatique.

## Biographie
Diplômée en informatique à l'université de Nairobi, Muthoni est spécialisée en, notamment, réseaux sans fil, communications radio et planification techno-stratégique.
Muthoni a été membre de l'Internet Society (ISOC) au sein de l'Internet Engineering Task Force (IETF) et du Forum mondial infoDev de la Banque mondiale. En 2008, elle est lauréate du Anita Borg Institute for Women and Technology's Change Agent award. En 2009, elle est sélectionnée comme Young Global Leader du Forum économique mondial en tant que "Women's Forum Rising Talent", un réseau de femmes talentueuses ayant le potentiel de devenir des figures influentes à l'avenir. 
En 2013, elle est sélectionnée comme World Economic Forum Young Global Leader. En 2017, elle obtient un Honoris Causa de l'université Pompeu Fabra pour son travail remarquable dans la promotion des études d'ingénierie auprès des filles en Afrique, le mentorat des jeunes et son engagement social dans la lutte contre la pauvreté.